# فرتینگ(پدیده)
فرتینگ به سایش و گاهی هم به خوردگی سطوح بارگذاری شده در تماس در حالتی که با حرکات نوسانی کوچک مماس با سطح مواجه می شوند می گویند. فرتینگ ناشی از چسبندگی پست و بلندی های میکروسکوپی سطح تماس است که متعاقباً با حرکات کوچک دوباره شکسته می شوند و پستی و بلندی هایی با مقیاس کوچکتر ایجاد می شود. این شکستگی و سایش باعث ایجاد براده های سایش می شود.
اگر براده ها و سطح سپس تحت واکنشی شیمیایی مانند اکسیداسیون قرار بگیرند فرایند به فرتینگ خوردگی تغییر می کند. فرتینگ سطح را تخریب می کند و منجر به افزایش زبری سطح و ریز چاله ها می شود که استحکام خستگی اجزا را کاهش می دهد. دامنه حرکت لغزشی نسبی اغلب به ترتیب میکرومتر تا میلی متر است، اما می تواند به 3 نانومتر نیز برسد.
معمولا فرتینگ در پوشش های جمع شونده قطعات پیچ شده هزارخار و اتصال دم چلچله ای اتفاق می افتد.

## مواد

### فولاد
فرتینگ در فولاد را می توان با وجود سطوح حفره‌دار و براده های ریز اکسید آهن «قرمز» شبیه پودر کاکائو شناسایی کرد. این براده ها کاملاً «زنگ» نیستند، زیرا در شرایط تولید آن به آب نیاز نیست. براده ها بسیار سخت تر از سطح فولاد در تماس و تحت فرتینگ هستند، بنابراین سایش ساینده اجتناب ناپذیر است. با این حال، ذرات برای شروع فرت مورد نیاز نیستند.

### آلومینیوم
فرتینگ در آلومینیوم به دلیل ذرات ریز اکسید باعث می شود که براده های سیاه در ناحیه تماس وجود داشته باشد.

## محصولات تحت تاثیر
نمونه های فرتینگ در روزمره سایش هزارخار در میل کاردان سایش رینگ در مواجهه با پیچ چرخ و واشر سرسیلندر در مواجهه با انبساط گرمایی دیفرانسیل هستند.
امروزه تحقیقاتی در ارتباط با فرتینگ در صنعت هوایی در حال انجام است.  اتصال تیغه-ساقه دم چلچله ی و اتصالات موتورهای هوائی توربین گازی باعث ممکن است دچار فرتینگ شوند. 
مثال دیگری که در آن ممکن است خوردگی فرتینگ رخ دهد، یاتاقان های توربین های بادی مدرن هستند که تحت حرکات نوسانی برای کنترل قدرت عمل می کنند.
فرسودگی همچنین می تواند در بدن انسان بین اجزای مختلف رخ دهد. مانند امیپلت ها که اغلب تحت فرایند فرتینگ قرار می گیرند.  

## کانکتورهای برقی/الکترونیکی فرتینگ
فرتینگ تقریباً در تمام کانکتورهای الکتریکی در معرض حرکت (به عنوان مثال کانکتور برد مدار چاپی که به یک صفحه پشتی وصل شده است، مانند SOSA/VPX) رخ می دهد. معمولاً اکثر کانکتورهای الکتریکی برد به برد (B2B) در صورت وجود هرگونه حرکت نسبی بین اتصال دهنده های جفت آسیب پذیر هستند. یک سیستم اتصال مکانیکی سفت و سخت برای نگه داشتن هر دو نیمه یک B2B بدون حرکت مورد نیاز است که این امری تقریبا غیر ممکن است. کانکتورهای سیم به برد (W2B) معمولاً در برابر فرتینگ مصون هستند زیرا نیمی از سیم کانکتور به عنوان جاذب حرکت فنری عمل می کند که در غیر صورت عدم جذب کامل این نیرو به سطوح تماس کانکتور W2B منتقل می شود. تعداد بسیار کمی از کانکتورهای B2B وجود دارد که با استفاده از: 1) ترکیب فنرها در اتصالات جداگانه یا 2) استفاده از طراحی تله انگشت چینی به منظور افزایش چشمگیر سطح تماس، مشکل را برطرف می کند. طراحی کانکتوری که به جای تنها 1 یا 2 با تمام 4 طرف یک پین مربع تماس برقرار کند، می تواند تا حدودی باعث به جلوگیری از فرتینگ شود. تمیز نگه داشتن و روغن کاری نیز می تواند باعث جلوگیری از فرایند و طول عمر قطعه شود.
فرتینگ تماسی می تواند امپدانس کانکتور B2B را تنها در چند دقیقه در صورت وجود لرزش از میلی اهم به اهم تغییر دهد. روکش طلای نسبتاً نرم و نازک که در اکثر اتصالات برقی با کیفیت بالا استفاده می شود، به سرعت از طریق تماس و سایش فلزات آلیاژی زیرین فرسوده می شود و با براده های فرسایشی امپدانس به سرعت افزایش می یابد. برخلاف تصور، نیروهای تماسی قوی روی کانکتور جفت شده (که تصور می‌ شود به کاهش امپدانس و افزایش قابلیت اطمینان کمک می‌کند) در واقع می‌تواند باعث بدتر شدن میزان فرسودگی شود.

## فرتینگ در یاتاقان ها

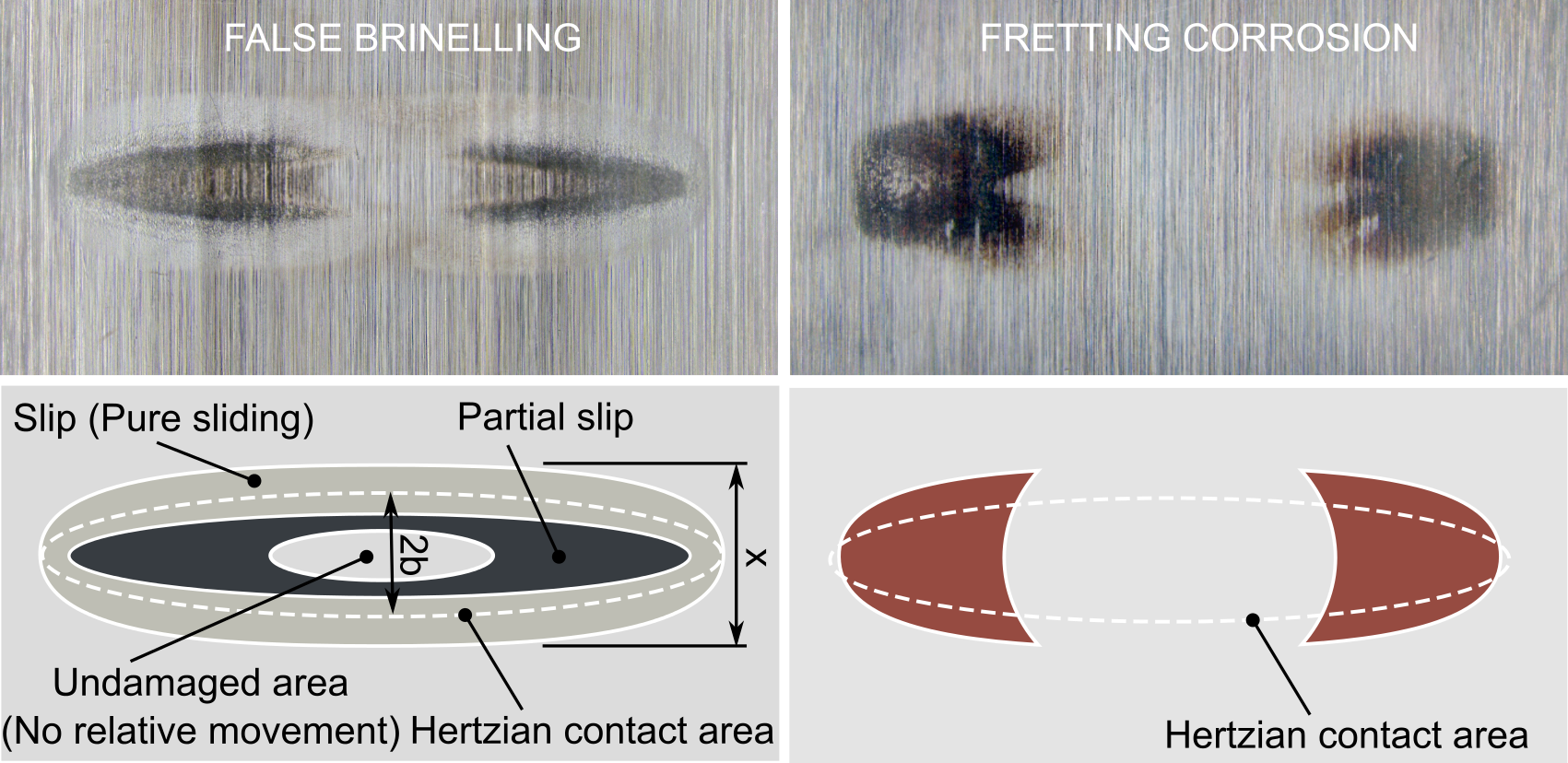
نواحی مختلف آسیب خوردگی برنلینگ کاذب و فرتینگ در یک بلبرینگ

در یاتاقان ها ممکن است هنگامی که یاتاقان ها در یک حرکت نوسانی کار می کنند، فرسودگی رخ دهد. نمونه‌هایی از این اتفاق عبارتند از یاتاقان‌های تیغه‌ای در توربین‌های بادی، یاتاقان‌های روتور هلیکوپتر و یاتاقان‌ها در روبات‌ها. اگر حرکت یاتاقان محدود به حرکات کوچک باشد، بسته به مکانیسمی که با آن مواجه می‌شوید، ممکن است آسیب ناشی از آن را فرتینگ یا برینینگ کاذب نامید. تفاوت اصلی این است که برینینگ کاذب در شرایط روغن کاری شده و فرتینگ در شرایط تماسی خشک ایجاد می شود. بین برینینگ کاذب و خوردگی فرتینگ، یک رابطه وابسته به زمان وجود دارد.

## خستگی فرتینگ
فرتینگ استحکام خستگی موادی که تحت تنش چرخه ای کار می کنند را کاهش می دهد. این امر می تواند منجر به خستگی فرسایشی شود، به این ترتیب ترک های خستگی می توانند در ناحیه فرتینگ شروع شوند. پس از آن، ترک در مواد منتشر می شود. اتصالات لبه، که در سطوح بدنه هواپیما رایج است، مکان اصلی برای خوردگی فرتینگ است. از این مورد به عنوان فرتاژ یا خوردگی فرتینگ نیز یاد می شود. می شود.

## عوامل موثر بر فرتینگ
مواد معمولا مقاومتی در مقابل فرتینک ندارند. عوامل متعددی وجود دارد که بر فرتینگ تأثیر می گذارد: 
- بار تماس
- دامنه کشویی
- تعداد چرخه ها
- درجه حرارت
- رطوبت نسبی
- خنثی بودن مواد
- خوردگی و در نتیجه نارسایی تماس ناشی از حرکت

## سبک سازی(کاهش)
راه اساسی برای جلوگیری از خراشیدگی طراحی بدون حرکت نسبی سطوح در تماس است. زبری و ناهمواری سطح نقش مهمی ایفا می کند، زیرا فرسودگی معمولاً در اثر تماس ناهمواری های سطوح در تماس رخ می دهد. روان کننده ها اغلب برای کاهش فرسودگی به کار می روند زیرا اصطکاک را کاهش می دهند و اکسیداسیون را مهار می کنند. با این حال، ممکن است اثر معکوس نیز ایجاد کند زیرا ضریب اصطکاک کمتر ممکن است منجر به حرکت بیشتر شود. بنابراین، هر راه حل پیشنهادی باید به دقت بررسی و آزمایش شود. در صنعت هوانوردی، پوشش‌ها برای ایجاد سطح سخت‌تر و/یا تأثیر بر ضریب اصطکاک اعمال می‌شوند.
مواد نرم اغلب حساسیت بیشتری نسبت به مواد سخت مشابه دارند. نسبت سختی دو ماده لغزنده نیز بر سایش فرتینگ تأثیر دارد. با این حال، مواد نرم‌تر مانند پلیمرها می‌توانند اثر معکوس را در هنگام جذب براده های سخت که در سطوح یاتاقان‌شان ریخته است ، ایجاد کنند. آنها سپس به عنوان یک عامل ساینده بسیار موثر عمل می کنند و فلز سخت تری را که با آنها در تماس است را از بین می برند.

## لینک های خارجی
- Fretting and Its Insidious Effects، توسط EPI Inc.